# WNT8A
WNT8A (англ. Wnt family member 8A) – білок, який кодується однойменним геном, розташованим у людей на короткому плечі 5-ї хромосоми. Довжина поліпептидного ланцюга білка становить 351 амінокислот, а молекулярна маса — 38 849.
| 10         |  | 20         |  | 30         |  | 40         |  | 50         |
| ---------- |  | ---------- |  | ---------- |  | ---------- |  | ---------- |
| MGNLFMLWAA |  | LGICCAAFSA |  | SAWSVNNFLI |  | TGPKAYLTYT |  | TSVALGAQSG |
| IEECKFQFAW |  | ERWNCPENAL |  | QLSTHNRLRS |  | ATRETSFIHA |  | ISSAGVMYII |
| TKNCSMGDFE |  | NCGCDGSNNG |  | KTGGHGWIWG |  | GCSDNVEFGE |  | RISKLFVDSL |
| EKGKDARALM |  | NLHNNRAGRL |  | AVRATMKRTC |  | KCHGISGSCS |  | IQTCWLQLAE |
| FREMGDYLKA |  | KYDQALKIEM |  | DKRQLRAGNS |  | AEGHWVPAEA |  | FLPSAEAELI |
| FLEESPDYCT |  | CNSSLGIYGT |  | EGRECLQNSH |  | NTSRWERRSC |  | GRLCTECGLQ |
| VEERKTEVIS |  | SCNCKFQWCC |  | TVKCDQCRHV |  | VSKYYCARSP |  | GSAQSLGKGS |
| A          |  |            |  |            |  |            |  |            |

A: Аланін

C: Цистеїн

D: Аспарагінова кислота

E: Глутамінова кислота

F: Фенілаланін

G: Гліцин

H: Гістидин

I: Ізолейцин

K: Лізин

L: Лейцин

M: Метіонін

N: Аспарагін

P: Пролін

Q: Глутамін

R: Аргінін

S: Серин

T: Треонін

V: Валін

W: Триптофан

Кодований геном білок за функцією належить до білків розвитку. 
Задіяний у таких біологічних процесах, як сигнальний шлях Wnt, альтернативний сплайсинг. 
Локалізований у позаклітинному матриксі.
Також секретований назовні.